# Edvin Kanka Ćudić
Edvin Kanka Ćudić (* 31. prosince 1988 Brčko, Jugoslávie) je aktivista za lidská práva z Bosny, mistr bojových umění (aikido, džúdžucu, judo), novinář a politolog, který je nejznámější jako hlava organizace UDIK, která bojuje za lidská práva a usmíření v bývalé Jugoslávii.
UDIK (Asociace pro sociální výzkum a komunikaci) je bosenská regionální nevládní organizace s pobočkami v Sarajevu a Brčku. Edvin Kanka Ćudić ji založil v roce 2013. Její cílem bylo shromáždit fakta, dokumenty a údaje o genocidě, válečných zločinech a porušování lidských práv v Bosně a Hercegovině a bývalé Jugoslávii.

## Dílo
- Taj maj '92., Brčko, 2012
- Ne u naše ime: s one strane srbijanskog režima, Sarajevo, 2019